# American Foxhound
Der American Foxhound ist eine von der FCI (Nr. 303, Gr. 6, Sek. 1) anerkannte Hunderasse aus den Vereinigten Staaten. Die Rasse ist der offizielle State Dog des US-Bundesstaats Virginia.

## Herkunft und Geschichtliches
Der American Foxhound entstand nach und nach durch Kreuzungen verschiedener Hunderassen. Unter seinen Ahnen sind französische Lauf- und Meutehunde, englische Foxhounds, Harrier und deutsche Schweißhunde. Es entstanden verschiedene American Foxhound-Typen, je nach Art der Jagd. Noch heute wird oft zwischen mehreren Variationen der Rasse unterschieden, z. B. gibt es einfarbig rote „July-Hunde“, welche für die Jagd auf Kojoten eingesetzt werden – weitere Variationen sind die „Trigg-Hunde“ oder die „Goodmann-Hunde“. In den USA existieren heute sieben oder acht verschiedene Zuchtbücher. Die Zahl der American Foxhounds wird auf über 100.000 Exemplare geschätzt.

## Beschreibung
Der American Foxhound ist eng verwandt mit dem English Foxhound. Während der englische Vetter aber hauptsächlich in Meuten zur Jagd benutzt wird, ist der amerikanische heutzutage eher ein Showhund und oft auf Ausstellungen zu finden. Der Rücken mäßig lang, muskulös und kräftig. Die Brust soll tief sein, um den Lungen genügend Raum zu bieten, sie ist schmaler im Verhältnis zur Tiefe (als Beispiel: Ein 58 cm großer Hund sollte einen Brustumfang von 71 cm haben). Das Haar ist dicht und harsch von mittlerer Länge, alle Farben sind erlaubt. Der American Foxhound ist etwas kleiner, hochläufiger und leichter gebaut als der English Foxhound.
Die Ohren sind mäßig tief angesetzt und lang; nach vorne umgelegt sollen sie fast, wenn nicht vollständig, bis zur Nasenspitze reichen. Sie sind dünn und haben abgerundete Enden. Die Augen sind groß und sanft, ihre Farbe schwankt zwischen braun und haselnussfarben.

## Wesen
Der American Foxhound ist ein sehr eigenwilliger Hund mit einem charakteristischen Geläut, an dem die Eigentümer ihre Hunde erkennen können.

## Verwendung
Der American Foxhound ist ursprünglich ein Jagdhund, wobei er vor allem als Meutehund eingesetzt wird; in den USA wird er auch als Showhund gehandhabt.